# Cuanza Sul
Cuanza Sul é uma das 21 províncias de Angola, localizada na região central do país. Sua capital está na cidade e município de Sumbe.
Segundo as projeções populacionais de 2018, elaboradas pelo Instituto Nacional de Estatística, conta com uma população de 2 109 999 habitantes e área territorial de 55 660 km² (4.7 % da área total do país), sendo a quinta província mais populosa de Angola.
A província é dividida administrativamente em 12 municípios e 32 comunas, sendo constituída pelos municípios de Amboim, Cassongue, Cela, Conda, Ebo, Libolo, Mussende, Porto Amboim, Quilenda, Quibala, Seles e Sumbe.

## História
A povoação desta província iniciou-se na foz do rio Cambongo-Negunza, em 1769, por decreto de Francisco Inocêncio de Sousa Coutinho, governador-geral de Angola, que ordenava a construção de um forte-presídio denominado Novo Redondo. O rio Cambongo-Negunza recebeu o seu nome em homenagem ao então soba local Negunza Cabolo.
Ora ficando sob influência administrativa do distrito de Benguela, ora ficando sob responsabilidade administrativa dos distritos de Luanda e Cuanza, o Cuanza Sul ficou à margem do desenvolvimento da colônia até o início do século XX.
Em 15 de setembro de 1917 o governo colonial decide por dividir o distrito de Cuanza em distrito de Cuanza Norte (sede em Golungo Alto) e distrito de Cuanza Sul (sede em Porto Amboim).
No ano de 1955 a sede distrital foi transferida de Porto Amboim para a cidade de Sumbe.

## Geografia
Limita-se a norte e nordeste pelos rios Longa e Cuanza, com as províncias de Luanda, Cuanza Norte e Malange; ao sul com a província de Benguela; ao sudeste com as províncias do Bié e Huambo, e; ao oeste com o Oceano Atlântico.

### Relevo
Nesta província encontram-se os Montes Luvili, as Serras da Sanga e Bimbe, os Subaltiplanos e Altiplanos do Congolo e Mombolo, as Escarpas Amboim-Seles, as Escarpas do Libolo, o Subplanalto Libolo-Seles e o Planalto do Amboim (ou planalto da Gabela), este último uma região algodoeira e cafeeira importantíssima.

### Clima
Segundo a classificação climática de Köppen-Geiger, no populoso litoral cuanza-sulenho prevalece o clima semiárido quente (BSh). Já na região de Munenga predomina o clima tropical de savana (Aw/As), enquanto que nas regiões de Ebo e Cassongue o clima oceânico (Cwa/Cwb).

### Demografia
Os maiores grupos étnicos presentes na província são os ambundos, ao norte, falantes do língua quimbundo, e; os ovimbundos, ao sul, falantes do língua umbundo. A principal língua falada é o português.

## Economia

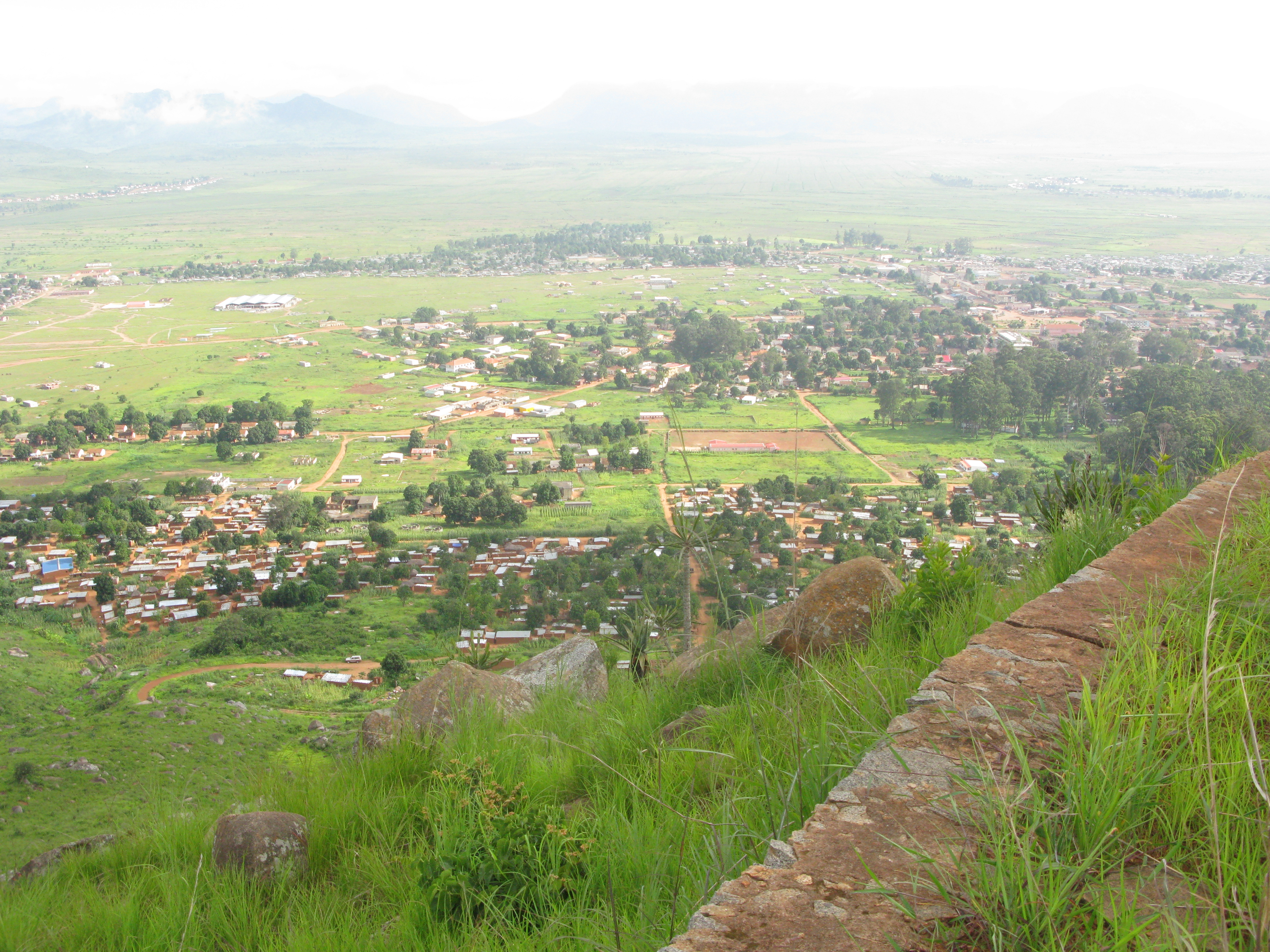
Panorama da cidade de Uaco Cungo, na província do Cuanza Sul.

As actividades econômicas mais importantes do Cuanza Sul estão ligadas ao seu forte setor agropecuário, principalmente o de lavouras permanentes. A industrialização está vocacionada para a transformação dos produtos agrícolas produzidos na própria província.

### Agropecuária e extrativismo
As culturas permanentes mais relevantes são as do café, da palmeira do dendém, da banana, dos citrinos, além de hortofrutícolas, como a goiaba.
Já a lavoura temporária têm como destaque a cana-de-açúcar e o algodão, nas proximidades do litoral, e; o milho, trigo, batata, soja, arroz e girassol na região sub-planáltica.
Existe a criação de gado bovino para corte e leite nas zonas média e alta do planalto, e no litoral, aproveitando os imensos campos naturais.
A pesca extrativa marítima é um forte setor na baía do Quissonde e na faixa litorânea de Sumbe; enquanto que a pesca fluvial é praticada principalmente no Libolo e no Mussende.

### Indústria e mineração
É no subsetor agroindustrial em que se encontram as principais plantas industriais do Cuanza Sul. São vocacionadas basicamente para o beneficiamento do leite e da carne bovina. Existem ainda plantas agroindustriais relevantes para o beneficiamento mínimo do café e do arroz.
Outra atividade que tem forte presença agroindustrial é o de extração madeireira, com movelarias, serrarias e marcenarias. Sua presença é registrada nos municípios de Seles, Libolo e Amboim, onde existem grandes quantidades de eucaliptos, pinheiros e gravilhas.
Já a atividade mineral de cunho industrial registra massa salarial na extração de diamantes, calcário, areia e seixo.
Ainda registram-se as atividades industriais de fabricação de bebidas, de estalagem e reparos de embarcações, e de massa salarial e de tributos relevantes advindos da geração hidroelétrica na Central Hidroelétrica de Laúca, na Central Hidroelétrica de Capanda e na Central Hidroelétrica de Caculo Cabaça.

### Comércio e serviços
O setor comercial concentra-se no centros atacadistas de Sumbe e Porto Amboim, de importância estritamente regional, para fornecer alimentos e itens básicos para a província.
Em matéria de serviços, o setor logístico têm grande destaque no escoamento de produtos pelo Porto do Cuanza Sul, em Porto Amboim.

## Cultura e lazer
A província é famosa pelas suas pinturas rupestres da época do Neolítico e de ruínas de antigas fortificações, como a Fortaleza do Amboim, o Fortim do Quicombo, o Forte da Quibala e a Fortaleza de Calulu.